# Kanderfirn
De Kanderfirn is een firnbekken en dalgletsjer in de Berner Alpen, in het kanton Bern in Zwitserland. De Kanderfirn ligt boven het Gasterndal, op het grondgebied van de Zwitserse gemeente Kandersteg. De gletsjer met een geprononceerde tong was in 2013 iets meer dan 6 km lang. De oppervlakte bedroeg in 2018 iets minder dan 12 km².

## Ligging
De op het westen gerichte gletsjer begint op de westelijke flank van de Tschingelhorn en op de bijna volledig met ijs bedekte Petersgrat (tot 3205 m boven zeeniveau), waarover de kantonnale grens tussen Bern en Wallis loopt. De Petersgrat vormt een belangrijk ijsbevoorradingsgebied voor de Kanderfirn. Het stroomt met een gestage helling van ongeveer 10% naar het zuidwesten, aan de noordkant geflankeerd door de steile rotswanden van de Blüemlisalp.
In het laagste deel wordt de Kanderfirn ook wel de Alpetligletsjer genoemd. De gletsjertong bevond zich in 2010 op een hoogte van 2.300 m boven zeeniveau boven een steile val in het Gasterntal. De gletsjer wordt ontwaterd door de rivier de Kander, die door het Kandertal naar de Thunersee stroomt. In het noordoosten is de Kanderfirn via de met firn bedekte Tschingelpass verbonden met de Tschingelfirn en via de met gletsjers bedekte Petersgrat in het zuidoosten met de Tellinggletsjer en de Üssertalgletsjer.

## Werelderfgoed
De Kanderfirn is in juni 2007 opgenomen op de UNESCO werelderfgoedlijst als natuurerfgoed onderdeel van de dat jaar in gebied substantieel uitgebreide inschrijving Zwitserse Alpen Jungfrau-Aletsch erkend tijdens de 31e sessie van de UNESCO Commissie voor het Werelderfgoed in Christchurch. De site wordt erkend als toonbeeld van de vorming van de Hoge Alpen, met de meeste gletsjers en de grootste gletsjer in Eurazië. Het Alpengebied beschikt over een grote diversiteit aan ecosystemen, met inbegrip van successiestadia (voornamelijk door de terugtrekking van gletsjers als gevolg van de klimaatverandering). De plek is van universele waarde, vanwege zowel haar schoonheid als de schat aan informatie over de vorming van bergen en gletsjers, maar ook vanwege klimaatveranderingen en ecologische en biologische processen.
Albignagletsjer · Aletschgletsjer · Allalingletsjer · Corbassièregletsjer · Feegletsjer · Ferpèclegletsjer · Fieschergletsjer · Findelgletsjer · Gauligletsjer · Gornergletsjer · Hoge Grindelwaldgletsjer · Hüfigletsjer · Kanderfirn · Lage Grindelwaldgletsjer · Langgletsjer · Limmernfirn · Mont-Miné-Gletsjer · Morteratschgletsjer · Oberaletschgletsjer · Otemmagletsjer · Paradiesgletsjer · Plaine Morte-gletsjer · Rhônegletsjer · Saleinagletsjer · Triftgletsjer · Unteraargletsjer · Zinalgletsjer · Zmuttgletsjer